# Baguirmi
Le Baguirmi est un des 3 départements composant la région du Chari-Baguirmi au Tchad. Son chef-lieu est Massenya.

## Subdivisions
Le département de Baguirmi est divisé en 4 sous-préfectures :
- Massenya
- Billi
- Bodoro
- Mandjara

## Administration
Préfets du Baguirmi (depuis 2002)
- 9 octobre 2008 : Mme Ursul Tourkounda[1]